# Saborna crkva svete Trojice u Pakracu
Saborna crkva svete Trojice u Pakracu, saborna, odnosno katedralna crkva Slavonske eparhije.

## Povijest
Saborna crkva i episkopski dvor među najvažnijim su spomenicima neobizantske arhitekture u hrvatskom historicizmu. Saborna crkva, izvorno barokna građevina, restaurirana je između 1893. i 1896. prema projektima Hermana Bolléa kada je dobila današnji izgled i unutrašnju opremu. Važnu ulogu u restauraciji saborne crkve sv. Trojice odigrao je tadašnji pakrački episkop Miron Nikolić.
Monumentalni ikonostas u unutrašnjosti djelo je zagrebačkih stolara a izvedba samih ikona povjerena je srpskim slikarima Stevanu Todoroviću i Živku Jugoviću. Ikonostas je nestao u posljednjem ratu, kao i veći dio ostatka unutrašnje opreme.